# Obereopsis nigricollis
Obereopsis nigricollis là một loài bọ cánh cứng trong họ Cerambycidae.